# Lena Sonntag
Lena Sonntag (* 1. Oktober 2004 in Lauchhammer) ist eine deutsche Leichtathletin in der Disziplin Gehen.

## Sportliche Karriere
Sonntag startet sowohl im Bahngehen als auch im Straßengehen. In beiden Disziplinen konnte sie bereits nationale Erfolge erzielen.

### Bahngehen
Sonntag wurde bei den Deutschen Jugend-Meisterschaften 2019 in Bremen erstmalig Deutsche Jugendmeisterin. In der Altersklasse U16 holte sie sich den Titel im 3000-Meter-Bahngehen in einer Zeit von 15:06,44 min.
Die Deutschen Jugendmeisterschaften U20/U18 2020 fanden in Heilbronn statt. Sonntag wurde am 6. September 2020 in einer Zeit von 14:49,85 min Deutsche Meisterin im 3000-Meter-Bahngehen. Sie konnte damit vor Julia Schmidt (SpVgg Niederaichbach) und Lea Anika Obenaus (SC DHfK Leipzig) gewinnen.
Sonntag trat am 30. Juli 2021 bei den Deutschen Jugendmeisterschaften U20/U18 2021 in Rostock im 3000-Meter-Bahngehen an. Sie wurde in einer Zeit von 14:23,43 min Deutsche Meisterin vor Julia Schmidt (SpVgg Niederaichbach) und Ada Junghannß (Erfurter LAC).
Bei den Deutschen Jugend-Meisterschaften U20/U18 2022 in Ulm am 15. Juli 2022 wurde Sonntag im 3000-Meter-Bahngehen in einer Zeit von 14:11,30 min Deutsche Meisterin. Sie holte sich damit vor ihrer Vereinskameradin Lea Anika Obenaus (ebenfalls SC Potsdam) und Marie Krebelder (LAC Quelle Fürth) den Sieg.
Sonntag startete am 10. September 2022 bei den Deutschen Meisterschaften im Bahngehen in Neukieritzsch als Favoritin im 5000-Meter-Bahngehen. Sie wurde dort erwartungsgemäß in einer Zeit von 24:46,14 min Deutsche Meisterin vor Brit Schröter und Lea Anika Obenaus.
Bei den U20-Weltmeisterschaften in Cali (Kolumbien) belegte Sonntag im 10.000-Meter-Bahngehen in einer Zeit von 50:22,34 min den 23. Platz von 41 Starterinnen.
Bei den Deutschen Hallenmeisterschaften 2023 der Jugend U18/U20 in Dortmund löste Sonntag sich im 3000-Meter-Bahngehen frühzeitig von ihren sieben Konkurrentinnen und machte in 13:35,79 Minuten den überlegenen Sieg klar, Silber ging in 14:05,29 Minuten an Kylie Garreis (LG Vogtland), Bronze ergatterte die Frankfurterin Tabea Kiefer (14:08,97 min).

### Straßengehen
Die Deutschen Meisterschaften 2021 im Straßengehen fanden am 10. April 2021 in Frankfurt am Main statt. Aufgrund der COVID-19-Pandemie konnten ausschließlich Bundeskader-Athletinnen und Bundeskader-Athleten teilnehmen. Sonntag wurde in der Altersklasse der weiblichen U18 Deutsche Meisterin im 5-km-Gehen in einer Zeit von 24:09 min vor Julia Schmidt (SpVgg Niederaichbach) und Ada Junghannß (Erfurter LAC).
Bei der Team-Weltmeisterschaft der Geher 2022 im Oman trat Sonntag auf einer herausfordernden Strecke erstmalig im 10-km-Gehen an. Sie belegte in der Altersklasse WJU20 in einer Zeit von 52:28 min den 20. Platz.
Beim ersten Meeting der World Athletics Race Walking Tour mit Goldstatus im Jahr 2023 in Dudince (Slowakei) erreichte Sonntag im 10-km-Gehen in einer Zeit von 48:22 min. den vierten Platz. Damit stellte sie eine neue Bestleistung auf und unterbot dabei die Norm für die Team-EM (21. Mai in Podebrady), sowie die U20-EM (07.-10.08. in Jerusalem).
Bei den Deutschen Meisterschaften 2023 im Straßengehen in Erfurt startete Sonntag im 10-km-Gehen. Sie wurde in einer Zeit von 47:28 min Deutsche Meisterin in der Altersklasse der weiblichen Jugend U20 vor Kylie Garreis (LG Vogtland) und Ada Junghannß (Erfurter LAC). Allen drei Athletinnen gelang es, unter der EM-Norm (51:00 min) zu bleiben und sich somit für die U20-EM in Jerusalem zu qualifizieren.

## Berufsweg
Sonntag besuchte in Potsdam das Sportinternat "Friedrich Ludwig Jahn" und startet bei Wettkämpfen für den SC Potsdam.
Sonntag studiert an der Universität Potsdam den Bachelor-Studiengang Patholinguistik.

## Persönliche Bestzeiten
- 3000 Meter Bahngehen: 13:35,79 min, 25. Februar 2023 in  Dortmund
- 5000 Meter Bahngehen: 24:46,14 min, 10. September 2022 in  Neukieritzsch
- 10.000 Meter Bahngehen: 49:32,12 min, 22. Mai 2021 in  Ulm
- 5-km-Gehen: 24:09 min, 10. April 2021 in  Frankfurt am Main
- 10-km-Gehen: 47:28 min, 15. April 2023 in  Erfurt